# Marcus Fulvius Nobilior
Marcus Fulvius Nobilior est le petit-fils de Servius Fulvius Paetinus Nobilior (consul en 255 av. J.-C.), et le père de Marcus Fulvius Nobilior (consul en 159 av. J.-C.) et de Quintus Fulvius Nobilior (consul en 153 av. J.-C.).

## Biographie
En 196 av. J.-C., il est édile curule, avec pour collègue Caius Flaminius. Durant cette édilité, ils distribuèrent au peuple un million de modii de blé au prix de deux as le modius. Ce blé provenait de Sicile et avait été envoyé en témoignage de gratitude pour Caius Flaminius et pour son père.
En 193 av. J.-C., il est préteur en Espagne. Il écrase les Vettones et les Orétanes ; en conséquence, il entra dans la Ville avec les honneurs de l'ovation.
En 189 av. J.-C., il est consul avec l'Étolie pour province. Il vainquit dans de nombreux combats et repoussa dans la ville d'Ambracie les Étoliens qui avaient été du côté des Romains pendant la guerre de Macédoine et ensuite étaient passés à Antiochos, il reçut leur capitulation. 
En 187 av. J.-C., il ramène à Rome comme butin les statues et les tableaux et doit traiter avec les Étoliens. Avec le butin, il éleva un temple à Hercule Musagète (Hercules Musarum).
En 186 av. J.-C., il reçoit enfin un triomphe, pour sa victoire contre les Étoliens.
En 179 av. J.-C., il triomphe encore et est élu censeur avec son ennemi Aemilius Lepidus. Tous deux se réconcilient en public avant de prendre leur charge. Comme censeur, il transforme beaucoup de bâtiments, notamment la basilique, transforme le marché des poissons et des viandes. Reforme les tribuns du peuple. Il était un adversaire de Caton l'Ancien.
Il fut un protecteur du poète Ennius, qu'il emmena en Étolie lors de l'expédition de 189 av. J.-C.
Il est l'auteur d'un De Fastis, ouvrage perdu, mais cité par Varron, Censorinus, Macrobe et Charisius.